# Bahnradsport-Weltmeisterschaften 1990
Die Bahnradsport-Weltmeisterschaften 1990 fanden im August 1990 im Green Dome der japanischen Stadt Maebashi statt.
Ausgetragen wurden 15 Entscheidungen, zwölf für Männer (davon fünf für Profis und sieben für Amateure), drei für Frauen.
Diese Weltmeisterschaften hatten für die deutschen Radsportler auch eine historische Dimension: Demonstrativ räumten die Präsidenten der Verbände, Werner Göhner vom Bund Deutscher Radfahrer, und Wolfgang Schoppe vom Deutschen Radsportverband der DDR, die Gitter zwischen den Kojen der beiden Mannschaften weg. Es war indes kein spontaner Akt, sondern sorgfältig von den Präsidenten beider Verbände geplant, die auf ihren „Mauerfall“ zwischen den Mannschaften mit Sekt anstießen. „Und trotz aller Nachdenklichkeit war die Stimmung bald überschäumend und von verhaltenem Optimismus geprägt. Man wird sich aneinander gewöhnen im deutschen Radsport, auch wenn jetzt noch manches fremd erscheint. Oder zumindest ungewohnt.“ Schoppe überreichte Göhner das letzte Trikot der DDR-Bahnnationalmannschaft, der BDR-Präsident revanchierte sich, indem er Verfolger Carsten Wolf, der an diesem Tag Geburtstag feierte, das neue, gemeinsame deutsche Trikot schenkte. Die BDR-Vertretung hatte dieses Trikot in Maebashi bereits getragen.
Der Chemnitzer Sportler Michael Hübner holte zwei Titel und wurde somit für alle Zeiten einziger Profi-Weltmeister der DDR.

## Resultate

### Frauen
| Disziplin                | Platz | Land               | Athlet                        |
| ------------------------ | ----- | ------------------ | ----------------------------- |
| Sprint                   | 1     | Vereinigte Staaten | Connie Paraskevin-Young       |
|                          | 2     | Vereinigte Staaten | Renee Duprel                  |
|                          | 3     | Sowjetunion        | Rita Razmaite                 |
| Einerverfolgung (3000 m) | 1     | Niederlande        | Leontien Zijlaard-van Moorsel |
|                          | 2     | Neuseeland         | Madonna Harris                |
|                          | 3     | Schweiz            | Barbara Ganz                  |
| Punktefahren             | 1     | Neuseeland         | Karen Holliday                |
|                          | 2     | Sowjetunion        | Swetlana Samochwalowa         |
|                          | 3     | Belgien            | Kristel Werckx                |

### Männer (Profis)
| Disziplin                | Platz | Land                            | Athlet                                 |  |
| ------------------------ | ----- | ------------------------------- | -------------------------------------- |  |
| Sprint                   | 1     | Deutsche Demokratische Republik | Michael Hübner                         |  |
|                          | 2     | Italien                         | Claudio Golinelli                      |  |
|                          | 3     | Australien                      | Stephen Pate                           |  |
| Keirin                   | 1     | Deutsche Demokratische Republik | Michael Hübner                         |  |
|                          | 2     | Belgien                         | Michel Vaarten                         |  |
|                          | 3     | Italien                         | Claudio Golinelli                      |  |
| Einerverfolgung (5000 m) | 1     | Sowjetunion                     | Wjatscheslaw Jekimow                   |  |
|                          | 2     | Frankreich                      | Francis Moreau                         |  |
|                          | 3     | Frankreich                      | Armand de Las Cuevas                   |  |
| Punktefahren (50 km)     | 1     | Frankreich                      | Laurent Biondi                         |  |
|                          | 2     | Dänemark                        | Michael Marcussen                      |  |
|                          | 3     | Australien                      | Danny Clark                            |  |
| Steherrennen             | 1     | Italien                         | Walter Brugna (hinter Mauro Valentini) |  |
|                          | 2     | Schweiz                         | Peter Steiger (hinter Ueli Luginbühl)  |  |
|                          | 3     | Australien                      | Danny Clark (hinter Bruno Walrave)     |  |

### Männer (Amateure)
| Disziplin                      | Platz | Land                            | Athlet                                                              |
| ------------------------------ | ----- | ------------------------------- | ------------------------------------------------------------------- |
| Sprint                         | 1     | Deutsche Demokratische Republik | Bill Huck                                                           |
|                                | 2     | Kanada                          | Curt Harnett                                                        |
|                                | 3     | Deutsche Demokratische Republik | Jens Fiedler                                                        |
| Zeitfahren (1000 m)            | 1     | Sowjetunion                     | Alexander Kiritschenko                                              |
|                                | 2     | Australien                      | Martin Vinnicombe                                                   |
|                                | 3     | Deutsche Demokratische Republik | Jens Glücklich                                                      |
| Tandem                         | 1     | Italien                         | Gianluca Capitano/Federico Paris                                    |
|                                | 2     | Japan                           | Norihira Inamura/Masaru Saito                                       |
|                                | 3     | BR Deutschland                  | Uwe Buchtmann/Markus Nagel                                          |
| Einerverfolgung (4000 m)       | 1     | Sowjetunion                     | Eugeni Berzin                                                       |
|                                | 2     | Sowjetunion                     | Waleri Baturo                                                       |
|                                | 3     | Vereinigte Staaten              | Mike McCarthy                                                       |
| Mannschaftsverfolgung (4000 m) | 1     | Sowjetunion                     | Waleri Baturo/Eugeni Berzin/ Dmitri Neljubin/Oleksandr Hontschenkow |
|                                | 2     | BR Deutschland                  | Michael Glöckner/Stefan Steinweg/ Erik Weispfennig/Andreas Walzer   |
|                                | 3     | Australien                      | Brett Aitken/Stephen McGlede/ Darren Winter/Mark Kingsland          |
| Punktefahren (50 km)           | 1     | Australien                      | Stephen McGlede                                                     |
|                                | 2     | Schweiz                         | Bruno Risi                                                          |
|                                | 3     | Dänemark                        | Jan Bo Petersen                                                     |
| Steherrennen (50 km)           | 1     | Österreich                      | Roland Königshofer (hinter Karl Igl)                                |
|                                | 2     | Italien                         | David Solari (hinter Walter Corradin)                               |
|                                | 3     | Schweiz                         | Andrea Bellati (hinter Ueli Luginbühl)                              |

## Medaillenspiegel
|    | Nation                          |   |   |   | Gesamt |
| -- | ------------------------------- | - | - | - | ------ |
| 1  | Sowjetunion                     | 4 | 2 | 1 | 7      |
| 2  | Deutsche Demokratische Republik | 3 |   | 2 | 5      |
| 3  | Italien                         | 2 | 2 | 1 | 5      |
| 4  | Australien                      | 1 | 1 | 4 | 6      |
| 5  | Frankreich                      | 1 | 1 | 1 | 3      |
| 5  | Vereinigte Staaten              | 1 | 1 | 1 | 3      |
| 7  | Neuseeland                      | 1 | 1 |   | 2      |
| 8  | Österreich                      | 1 |   |   | 1      |
| 8  | Niederlande                     | 1 |   |   | 1      |
| 10 | Schweiz                         |   | 2 | 2 | 4      |
| 11 | Belgien                         |   | 1 | 1 | 2      |
| 11 | Dänemark                        |   | 1 | 1 | 2      |
| 11 | BR Deutschland                  |   | 1 | 1 | 2      |
| 14 | Kanada                          |   | 1 |   | 1      |
| 14 | Japan                           |   | 1 |   | 1      |